# Danilo Elia
Danilo Elia (* 1973 in Bari) ist ein italienischer Rechtsanwalt und Reiseschriftsteller.
Im Jahr 2005 fuhr er aufgrund von früheren Reisen, die ihn quer durch die ehemalige Sowjetunion geführt hatten, mit einem Fiat Cinquecento von Bari nach Wladiwostok und schließlich bis nach Peking.
Im Jahr 2007 umrundete er mit einem Fiat Cinquecento das östliche Mittelmeer.

## Werke
- La Bizzarra Impresa. Da Bari a Pechino in Fiat 500 (CDA&Vivalda 2006), ISBN 88-7480-088-6. Echt abgefahren: Mit dem Fiat 500 nach Peking (Deutsch 2007) ISBN 9783894058340
- Intorno al mare. Tunisia, Libia, Egitto, Giordania, Siria, Turchia in 500 (Ugo Mursia Hrsg.), ISBN 88-425-5106-6